# Crystal Palace Football Club (1861)
Il Crystal Palace Football Club è stata una squadra di calcio amatoriale inglese fondata nel 1861 e molti dei suoi giocatori originali erano membri del Crystal Palace Cricket Club fondato nel 1857. Il Crystal Palace fu uno dei 12 fondatori della Football Association. La società partecipa alla prima edizione della FA Cup. La competizione inizia l'11 novembre del 1871 e il Crystal Palace passa il primo turno nonostante lo 0-0 contro l'Hitchin; al secondo turno la squadra supera il Maidenhead United per 3-0 e al terzo turno pareggia a reti bianche contro il Wanderers ottenendo l'accesso alle semifinali; il Crystal Palace pareggia 0-0 la semifinale contro i Royal Engineers, perdendo il replay per 3-0 ed uscendo dalla competizione.
Il Crystal Palace gioca anche le successive quattro edizioni uscendo al primo turno contro l'Università di Oxford 2-3 (1872-73), lo Swifts 0-1 (1873-74), l'Università di Cambridge 0-0, 2-1 il replay (1874-75) e uscendo al secondo turno nel 1875-76, dove dopo aver eliminato il 105th Regiment (0-0, 3-0 il replay) vengono estromessi dal Wanderers per 3-0.
Nel 1876 la società scompare dai documenti storici e nel 1905 viene fondata l'omonima squadra professionistica.
La FA ha dichiarato al Times nell'aprile 2022: "Tra questi storici, l'ampio consenso è che non esiste un collegamento chiaro, sostanziale e continuo dal club Crystal Palace fondato nel 1861 a quello fondato nel 1905. Pertanto, continueremo a riconoscere entrambe le date di fondazione del 1861 e del 1905 dei club denominati Crystal Palace."
Il calciatore più importante che ha vestito la divisa del Crystal Palace è Cuthbert Ottaway, primo capitano della Nazionale inglese nella prima partita calcistica internazionale.

## Rapporto con la nazionale inglese
Nonostante il breve periodo di attività il Crystal Palace ha fornito quattro calciatori alla Nazionale inglese: Charles Chenery, Alexander Morten, Arthur Savage e Charles Eastlake Smith.

## Palmarès

### Altri piazzamenti
- Coppa d'Inghilterra:

Semifinalista: 1871-1872